# Alejandro Bernal
Alejandro Bernal Ríos (Montería, Córdoba, Colombia; 3 de junio de 1988) es un exfutbolista colombiano. Jugaba como centrocampista. En Atlético Nacional ganó 12 títulos. Actualmente se desempeña como scouter y hace parte de la administrativa y de la dirigencia deportiva del club paisa.

## Selección nacional
Campeón Bolivariano con la Selección de fútbol sub-17 de Colombia en 2005; Subcampeón con la Selección Colombia en el Suramericano Sub-16 de 2004.

## Clubes
| Club                 | País     | Año         |
| -------------------- | -------- | ----------- |
| Deportivo Cali       | Colombia | 2006 - 2007 |
| Atlético Huila       | Colombia | 2007        |
| Santa Fe             | Colombia | 2008 - 2011 |
| Atlético Nacional    | Colombia | 2012 - 2017 |
| América de Cali      | Colombia | 2017 - 2018 |
| Atlético Bucaramanga | Colombia | 2019        |

## Estadísticas
| Club                            | Div.                | Temporada           | Liga  | Liga  | Copas Nacionales | Copas Nacionales | Torneos Internacionales | Torneos Internacionales | Total | Total |
| Club                            | Div.                | Temporada           | Part. | Goles | Part.            | Goles            | Part.                   | Goles                   | Part. | Goles |
| ------------------------------- | ------------------- | ------------------- | ----- | ----- | ---------------- | ---------------- | ----------------------- | ----------------------- | ----- | ----- |
| Deportivo Cali · Colombia       | 1ª                  | 2006-07             | 20    | 0     | -                | -                | -                       | -                       | 20    | 0     |
| Deportivo Cali · Colombia       | Total club          | Total club          | 20    | 0     | 0                | 0                | 0                       | 0                       | 20    | 0     |
| Atlético Huila · Colombia       | 1ª                  | 2007                | 7     | 0     | -                | -                | -                       | -                       | 7     | 0     |
| Atlético Huila · Colombia       | Total club          | Total club          | 7     | 0     | 0                | 0                | 0                       | 0                       | 7     | 0     |
| Santa Fe · Colombia             | 1ª                  | 2008                | 25    | 0     | ?                | ?                | -                       | -                       | 25    | 0     |
| Santa Fe · Colombia             | 1ª                  | 2009                | 20    | 1     | ?                | ?                | -                       | -                       | 20    | 1     |
| Santa Fe · Colombia             | 1ª                  | 2010                | 28    | 4     | ?                | ?                | 6                       | 1                       | 34    | 5     |
| Santa Fe · Colombia             | 1ª                  | 2011                | 25    | 2     | 4                | 0                | 5                       | 0                       | 34    | 2     |
| Santa Fe · Colombia             | Total club          | Total club          | 98    | 7     | 4                | 0                | 11                      | 1                       | 113   | 5     |
| Atlético Nacional · Colombia    | 1ª                  | 2012                | 19    | 0     | 11               | 1                | 7                       | 0                       | 37    | 1     |
| Atlético Nacional · Colombia    | 1ª                  | 2013                | 34    | 1     | 9                | 0                | 8                       | 0                       | 51    | 0     |
| Atlético Nacional · Colombia    | 1ª                  | 2014                | 24    | 1     | 5                | 1                | 18                      | 1                       | 47    | 2     |
| Atlético Nacional · Colombia    | 1ª                  | 2015                | 32    | 1     | 3                | 0                | 6                       | 0                       | 41    | 2     |
| Atlético Nacional · Colombia    | 1ª                  | 2016                | 14    | 2     | 2                | 0                | 3                       | 2                       | 19    | 4     |
| Atlético Nacional · Colombia    | 1ª                  | 2017                | 10    | 2     | 0                | 0                | 4                       | 0                       | 14    | 2     |
| Atlético Nacional · Colombia    | Total club          | Total club          | 133   | 7     | 30               | 2                | 46                      | 3                       | 209   | 12    |
| América de Cali · Colombia      | 1ª                  | 2017                | 10    | 1     | 4                | 0                | -                       | -                       | 14    | 1     |
| América de Cali · Colombia      | 1ª                  | 2018                | 15    | 1     | 0                | 0                | -                       | -                       | 15    | 1     |
| América de Cali · Colombia      | Total club          | Total club          | 25    | 2     | 4                | 0                | 0                       | 0                       | 29    | 2     |
| Atlético Bucaramanga · Colombia | 1ª                  | 2019                | 10    | 1     | 4                | 1                | -                       | -                       | 14    | 1     |
| Atlético Bucaramanga · Colombia | Total club          | Total club          | 10    | 1     | 4                | 1                | 0                       | 0                       | 14    | 1     |
| Total en su carrera             | Total en su carrera | Total en su carrera | 293   | 15    | 42               | 3                | 57                      | 4                       | 392   | 22    |

## Palmarés

### Campeonatos nacionales
| Título                | Club              | País     | Año  |
| --------------------- | ----------------- | -------- | ---- |
| Copa Colombia         | Santa Fe          | Colombia | 2009 |
| Superliga de Colombia | Atlético Nacional | Colombia | 2012 |
| Copa Colombia         | Atlético Nacional | Colombia | 2012 |
| Torneo Apertura       | Atlético Nacional | Colombia | 2013 |
| Copa Colombia         | Atlético Nacional | Colombia | 2013 |
| Torneo Finalización   | Atlético Nacional | Colombia | 2013 |
| Torneo Apertura       | Atlético Nacional | Colombia | 2014 |
| Torneo Finalización   | Atlético Nacional | Colombia | 2015 |
| Superliga de Colombia | Atlético Nacional | Colombia | 2016 |
| Copa Colombia         | Atlético Nacional | Colombia | 2016 |
| Torneo Apertura       | Atlético Nacional | Colombia | 2017 |

### Campeonatos internacionales
| Título                       | Equipo                    | Sede     | Año  |
| ---------------------------- | ------------------------- | -------- | ---- |
| Juegos Bolivarianos          | Selección Colombia Sub-17 | Colombia | 2005 |
| Copa Libertadores de América | Atlético Nacional         | Colombia | 2016 |
| Recopa Sudamericana          | Atlético Nacional         | Colombia | 2017 |